# United States Department of Justice
Het United States Department of Justice (DOJ) is het ministerie van Justitie van de Verenigde Staten. Aan het hoofd van het departement staat de Attorney General – het enige departementshoofd in de Amerikaanse regering die niet de titel van Secretary heeft, het Amerikaanse equivalent van een minister, maar in rang gelijk.
Het ministerie houdt zich bezig met de handhaving van de rechtsorde in alle stadia. Dit omvat onder meer preventie, ordehandhaving, misdaadbestrijding en opsporing (door de FBI en andere diensten), evenals de slachtofferzorg. Ook de strafrechtelijke vervolging van misdrijven valt onder het ministerie, althans voor zover het gaat om zaken waar de federale overheid bevoegd is. Die taak wordt in eerste aanleg uitgevoerd door federale aanklagers (attorneys). Deze zijn over het land verspreid in ruim negentig federale districten. Voor straffen die in zulke zaken worden opgelegd, regelt het ministerie de uitvoering hiervan in federale gevangenissen.
Naast deze taken op het gebied van het strafrecht, vertegenwoordigt het ministerie van justitie ook de federale overheid in civiele zaken. De sollicitor general (een van de hoogste functionarissen op het ministerie) en de eerder genoemde attorneys treden in zulke zaken op als landsadvocaat. Ook geeft het ministerie de president en de andere ministeries juridisch advies bij hun werkzaamheden. Tot slot houdt het ministerie zich bezig met rechtsbescherming, rechtsgelijkheid en mensenrechten. Daartoe houdt het ook toezicht op de deelstaten.
Hoewel de functie van Attorney General al sinds 1789 bestond, had deze functionaris lange tijd slechts enkele assistenten. Pas na bijna tachtig jaar werd het ministerie van justitie opgericht, op 1 juli 1870, door een wet die negen dagen eerder (op 22 juni) was aangenomen door het Amerikaanse Congres. Sindsdien groeide het aantal medewerkers tot tienduizenden.
Een groot deel van hen werkt bij een van de zelfstandige diensten die onder het ministerie vallen. Op het gebied van opsporing en ordehandhaving zijn dit naast de FBI onder meer de Drug Enforcement Administration (DEA), het Bureau of Alcohol, Tobacco, Firearms and Explosives en de United States Marshals Service.